# 2-й Нью-Йоркский пехотный полк
2-й Нью-Йоркский пехотный полк (2nd New York Volunteer Infantry Regiment) — представлял собой один из пехотных полков армии Союза во время Гражданской войны в США. Полк был набран сроком на 2 года службы и был расформирован в мае 1863 года. Он принял участие во многих сражениях Потомакской армии от сражения при Биг-Бетель до Чанселлорсвилла. Часть рядовых потом перешла в 70-й Нью-Йоркский полк.

## Формирование
2-й Нью-Йоркский был сформирован в Нью-Йорке, в Трой, 15 апреля 1861 сроком на два года службы. 24 апреля он был принят на службу штата Нью-Йорк, а 14 мая принят в федеральную армию. Его первым командиром стал полковник Джозеф Карр, подполковником — Кеньон Уэлс, а майором — Ричард Блосс.

## Боевой путь
18 мая полк был переправлен по морю на Вирджинский полуостров в форт Монро. В начале июня он был задействован генералом Батлером в наступлении на полуострове и участвовал в сражении при Биг-Бетель, где 2 рядовых было ранено, а один попал в плен.
До весны 1862 года полк простоял на полуострове. В августе уволились подполковник и майор, и подполковником стал капитан Уильям Ольмстед, майором — капитан Джордж Отис.
8 марта 1862 года полк присутствовал при перестрелке броненосцев USS Monitor и CSS Virginia на рейде Хэмптон-Роудс.
5 июня полк был введен в 3-ю бригаду 2-й дивизии III корпуса Потомакской армии (в бригаду Паттерсона). Полк участвовал в сражении при Севен-Пайнс и в Семидневной битве, где его потери были незначительны. 5 августа полк участвовал в диверсии дивизии Хукера в сторону Малверн-Хилл.
В середине августа 1862 года полк был отведён в форт Монро, затем отправлен по морю в Сентервилл. Он сражался в составе дивизии Хукера в сражении при Кэттл-Ран, где было потеряно 70 человек. Во время второго сражения при Булл-Ран полк был задействован только 29 августа, и потерял в этом бою 13 человек.
Во время Мэрилендской кампании III корпус не участвовал в боевых действиях. 12 сентября полковник Карр получил звание бригадного генерала и возглавил бригаду, а его место занял капитан Сидни Парк, который 18 сентября получил звание полковника.
Осенью 1862 года полк участвовал в маневрах около Фалмута, в сражении при Фредериксберге и в Грязевом марше.
В мае 1863 года полк участвовал в сражении при Чанселлорсвилле в составе дивизии Хайрема Берри, в бригаде Гершома Мотта. В бою был ранен полковник Парк и командование принял подполковник Уильям Ольмстед. Было убито 5 рядовых, 42 человека ранено, 11 пропало без вести.
11 мая 120 рядовых полка записались на новый срок службы и были переведены в 70-й Нью-Йоркский пехотный полк. 2-й Нью-Йоркский вернулся в Трой, где был расформирован 26 мая ввиду окончания срока службы его рядовых.